# Hans Jörg Duppré
Hans Jörg Duppré (* 19. März 1945 in Gebhardshain, Rheinland-Pfalz) – einziger Sohn von Fritz Duppré – war Landrat des Landkreises Südwestpfalz (Rheinland-Pfalz). Von 2002 bis 2014 war er Präsident des Deutschen Landkreistages (DLT). Er gehört der CDU an.
Duppré schloss sein Studium der Rechtswissenschaften in Mainz und Lausanne 1970 mit dem ersten Staatsexamen ab. Nach dem zweiten Staatsexamen 1973 erfolgte sein Eintritt in die innere Verwaltung des Landes Rheinland-Pfalz. Ab 1974 arbeitete er beim Institut für medizinische und pharmazeutische Prüfungsfragen. Zum 1. Januar 1976 wechselte er als Referent in das rheinland-pfälzische Kultusministerium. Im Oktober 1979 wurde Duppré Landrat des Landkreises Südwestpfalz (bis 31. Dezember 1996 Landkreis Pirmasens). Im November 1994 übernahm er den Vorsitz des Landkreistages Rheinland-Pfalz. Dieses Amt übte er zunächst bis 1997 aus, übernahm es aber wieder im November 2000. Seit 1994 gehört Landrat Duppré dem Präsidium des Deutschen Landkreistages an. Am 1. Oktober 2017 übergab er sein Amt an Susanne Ganster.

## Ehrungen
- 2002: Johann Christian von Hofenfels-Medaille
- 2010: Verdienstkreuz am Bande der Bundesrepublik Deutschland